# Miraflores-Altar
Der Miraflores-Altar, auch „Triptychon Unserer Lieben Frau“, ist ein Triptychon von Rogier van der Weyden. Es ist vor 1445 mit Öl auf Eichenholz gemalt worden. Die einzelnen Tafeln sind je 74 × 44,5 cm groß. Die Bilder befinden sich in der Gemäldegalerie Berlin. Das Triptychon wurde vom kastilischen König Johann II 1445 der Kartause von Miraflores bei Burgos gestiftet.
Es gibt eine geringfügig kleinere Version des Altars. Die Tafeln befinden sich in Granada (Capilla Real) und in New York (Metropolitan Museum). Sie wurden lange Zeit für das Original gehalten; der Berliner Altar galt als Kopie aus späterer Zeit. Eine 1981 an der Berliner Gemäldegalerie durchgeführte Untersuchung ergab eindeutig, dass es sich bei dem Berliner Altar um das Original handelt. Nach den Ergebnissen der Dendrochronologie kann der Altar um 1437 gemalt worden sein. Untersuchungen mit Hilfe der Infrarot-Reflektografie ergaben ferner, dass sich teils erhebliche Änderungen der Unterzeichnung auf den Berliner Tafeln finden. Der Maler hat also während des Schaffensprozesses nach verschiedenen malerischen Lösungen gesucht, was ein Kopist schwerlich getan hätte. Die Tafeln in Granada und New York weisen diese Änderungen nicht auf.

## Bildmotiv
Dargestellt sind drei Szenen aus dem Marienleben. Auf der linken Tafel ist die Anbetung Jesu durch Maria und Josef zu sehen, in der Mitte die Beweinung nach der Kreuzigung. Auf der rechten Tafel befindet sich die Erscheinung Jesu nach der Auferstehung vor Maria. Die drei Szenen finden jeweils in einem abgegrenzten perspektivischen Raum statt. Während die ersten zwei Szenen im Neuen Testament ihre Grundlage finden, findet sich die Quelle für die Darstellung der Erscheinung in einem Text Meditationes de vita Christi von Pseudo-Bonaventura aus dem 13. oder 14. Jahrhundert. In der gemalten Architektur, die jede Tafel umrahmt, sind in den  Archivolten weitere Episoden aus dem Marienleben dargestellt.